# グアダラハラ・マリアッチス
グアダラハラ・マリアッチス（英語: Guadalajara Mariachis、スペイン語名: マリアッチス・デ・グアダラハラ（スペイン語: Mariachis de Guadalajara））は、メキシコ合衆国ハリスコ州サポパンに本拠地を置き、リーガ・メヒカーナ・デ・ベイスボル（メキシカンリーグ、LMB）に所属していたプロ野球チーム。

## 歴史
2020年12月、メキシコの大統領であるロペス・オブラドールから、2021年シーズンからリーガ・メヒカーナ・デ・ベイスボルの球団数を16チームから18チームに拡張すること、うち1チームは新球団「グアダラハラ・マリアッチス」であることが発表された。
2021年1月26日、復活したベラクルス・イーグルスとともにリーグへの参加が理事会により承認された。本拠地球場はグアダラハラ近郊のサポパンに所在し、ウィンターリーグ（リーガ・メヒカーナ・デル・パシフィコ、LMP）のチャロス・デ・ハリスコの本拠地であるエスタディオ・デ・ベイスボル・チャロス・デ・ハリスコ・イ・アトレティスモを共用する。チームのゼネラルマネージャー（GM）にはルイス・メンドーサが就任した。
参入初年度となった2021年は、46勝17敗の圧倒的勝率で北地区首位に輝いたが、地区最終プレーオフで敗れ、チャンピオンシップシリーズである「セリエ・デル・レイ」出場はならなかった。
2023年、チームの深刻な資金難が露呈。8月には所属選手が給与の支払い不足を理由に試合をボイコットする騒動が起こった。11月14日、LMPのチャロス・デ・ハリスコを所有するオーナー家がマリアッチスを買収し、マリアッチスに代わりチャロスがリーガ・メヒカーナ・デ・ベイスボルに復帰することが発表された。これにより、設立からわずか3シーズンでチームは消滅した。